# Kevin Doyle (giocatore di football americano)
Kevin Doyle (Downingtown, 1999) è un giocatore di football americano statunitense, di ruolo quarterback.